# Chogha Gavaneh
Chogha Gavaneh is een archeologische vindplaats in het westen van Iran. De naam die de plaats in de Oudheid had is niet bekend, hoewel Beckman, die er opgravingen verricht heeft, Palum gesuggereerd heeft. Deze naam wordt genoemd op tablet ChG 5.
De bewoningsheuvel ligt midden in de moderne Iraanse plaats Eslamabad-e Gharb (voorheen Shahabad-e Gharb) en ligt 60 km then westen van Kermanshah, 141 km oostelijk van Tell Haddad/es-Sib, het oude Mê-Turān in het Himrin-bekken, en 71 km ten zuidoosten van Sar-e Pol-e Zohab, een van de twee bergpassen waarlangs de Khorassan-weg toegang tot de Iraanse hoogvlakte geeft. Deze weg was waarschijnlijk al in de Vroeg-dynastieke periode een belangrijke handelsroute voor Mesopotamië. De stad lag bovendien vlak bij een andere belangrijke weg, bekend uit de Achaemenidische tijd, maar waarschijnlijk al veel vroeger in gebruik. Deze weg liep van Susa langs het voorgebergte van Luristan, stak de Diyala over bij as-Sa'adiya (het oude Jalaula) en liep verder naar Kirkuk (het oude Nuzi) en daana naar Assyrië.
De bewoningsheuvel is vrij groot, zeker zo'n 40 ha, maar slechts 10% daarvan is toegankelijk voor opgravingen omdat de moderne stad de rest zwaar beschadigd heeft. In 2007 publiceerden Abdi en Beckman vondsten van opgravingswerk in 1970 aldaar, waaronder een 56-tal teksten in spijkerschrift. Te oordelen naar de paleografische eigenschappen stammen zij uit het begin van de 18e eeuw v.Chr. (middenchronologie), het einde van de tijd van Isin en Larsa. Te oordelen naar de aangetroffen persoonsnamen werd er vrijwel uitsluitend Akkadisch gesproken. Namen van Amoritische herkomst vertegenwoordigen een kleine minderheid (7,2%). Opvallend is ook dat drie namen voor de maanden Kinūnûm, Tamḫīrum en Saḫāratum behoren tot een kalender die in Babylonië en de Diyala-streek tot in de regering van Samsu-iluna van Babylon in gebruik was. Hieruit en uit een aantal andere aanwijzingen concludeert Gentili dat de stad waarschijnlijk tot het koninkrijk Ešnunna behoord heeft voordat het door Hammurabi ingelijfd werd.